# The Prodigies
The Prodigies és una pel·lícula d'animació de ciència-ficció, acció, terror i thriller psicològic del 2011 basada en La Nuit des enfants rois, una novel·la escrita per l’escriptor francès Bernard Lenteric.
Estrenada als cinemes el 8 de juny de 2011, la pel·lícula va rebre crítiques generalment negatives de la crítica, amb la majoria de la crítica i el públic fent comparacions entre The Prodigies i altres dues pel·lícules Village of the Damned  i Law Abiding Citizen i va ser una fracàs de taquilla, només va recaptar 1 milió de dòlars contra un pressupost de 31 milions de dòlars.
Després de 14 anys, la pel·lícula s'estrenarà als cinemes del Regne Unit al setembre de 2025. La pel·lícula s'havia d'estrenar originalment al Regne Unit per a l'estrena de Nadal de 2022, però arran de la mort de la reina Isabel II, els distribuïdors de pel·lícules d'entreteniment la van retrocedir fins a l'estrena del setembre de 2025 a causa d'una escena controvertida a la Casa Blanca per un retard de tres anys després de la mort de la reina.

## Argument
Jimbo Farrar, de deu anys, és un nen superdotat que pateix maltractaments a mans dels seus pares. Un dia, en un atac d'ira, en Jimbo utilitza sense voler les seves habilitats sobrenaturals, provocant la mort de la seva mare i el suïcidi del seu pare. A continuació, Jimbo és enviat a un hospital mental, on més tard és portat sota l'ala del multimilionari Charles Killian, que l'ajuda a controlar els seus poders.
Vint anys més tard, Jimbo es va convertir en un reconegut investigador de la Killian Foundation for Gifted Children. Crea un joc en línia anomenat "The Game" per identificar altres individus amb habilitats sobrenaturals. Tanmateix, quan cinc adolescents no relacionats pirategen el seu ordinador i descobreixen els seus plans, Jimbo tanca el joc. Per a la seva sorpresa, rep un missatge misteriós que li pregunta: "On ets?" Decidit a trobar els adolescents, emprèn una recerca.
Mentrestant, Charles Killian mor, i la fundació cau en mans de Melanie, la seva filla lesbiana, i de Jenkins, la seva segona al comandament. Tenen previst acabar amb el joc de Jimbo i centrar-se en un programa de televisió. Per salvar el joc i localitzar més individus dotats, Jimbo proposa la idea d'una competició televisiva anomenada American Genius. Cinc adolescents triats a mà, Gil, Liza, Lee, Harry i Sammy, són escollits com a participants a causa de les seves extraordinàries habilitats.
No obstant això, la tragèdia es produeix quan Liza és agredida i violada per pinxos mentre els adolescents estan reunits a Central Park. Jimbo arriba massa tard per evitar l'atac, però el dolor que experimenta la Liza s'estén telepàticament als altres, i utilitzen les seves habilitats per derrotar els atacants. La Liza cau en un coma, i en Jimbo descobreix que la Melanie planeja encobrir el crim per protegir el programa de televisió.
Enfurismat, Jimbo s'enfronta a Melanie i perd el control dels seus poders, el que provoca el seu acomiadament de la Fundació Killian. Decidit a protegir els adolescents restants, es tanca a la seva oficina. Mentrestant, els adolescents s'infiltren als arxius de la fundació i troben enregistraments de vídeo de Jimbo discutint el seu aïllament i els seus plans per reunir persones dotades per venjar-se.
Inspirats per les paraules de Jimbo, Gil, Sammy, Lee i Harry decideixen venjar-se i matar els atacants de la Liza, així com l'oficial que va tapar el crim i la seva dona. Jimbo està alarmat per les seves accions, i quan intenta enraonar amb ells, es tornen en contra d'ell. Li ordenen que mati Jenkins, però Jimbo es nega, provocant un atac brutal que culmina amb la mort de Jenkins i l'inculpació de Jimbo per l'assassinat.
Jimbo intenta explicar la veritat sobre els seus poders a la policia, però comença a al·lucinar i és incapaç de convèncer-los. És enviat a la presó, mentre que Gil, Harry, Lee i Sammy planegen provocar la destrucció com a forma de justícia pel seu patiment passat.
Liza es desperta del coma i informa a Ann, la dona de Jimbo, sobre els plans dels adolescents per infiltrar-se a la Casa Blanca. Ann demana ajuda a Melanie, que organitza la final d'American Genius a la Casa Blanca. Ann i Liza uneixen forces per evitar la destrucció planejada pels adolescents.
Jimbo s'allibera de la presó utilitzant els seus poders i es retroba amb la Liza. Junts, corren cap a la Casa Blanca. Tanmateix, el seu progrés es veu impedit pels guàrdies fins que la Liza allibera els seus poders, permetent-los escapar. Mentrestant, els quatre adolescents dotats manipulen soldats i guardaespatlles perquè es maten entre ells, donant lloc a la mort de Melanie.
Gil llança un atac nuclear a la Universitat Killian, però la Sammy planteja la possibilitat que el nen no nascut de l'Ann també pugui tenir habilitats sobrenaturals, salvant-li la vida. Jimbo arriba al búnquer de la Casa Blanca, s'assabenta que Gil dirigeix l'atac. Es produeix una baralla i Jimbo es sacrifica per protegir l'Ann, però Justin, el cinquè concursant, dispara a Gil, posant fi a la bogeria.
Després de la mort de Jimbo, l'empresa de Killian fa fallida. Ann rep una trucada de Jimbo que conté un missatge de vídeo final deixat per la Liza. Liza, Harry, Sammy i Lee continuen la seva recerca de persones dotades, utilitzant el joc de Jimbo. No obstant això, Gil s'embarca en el seu propi camí fosc, tramant esquemes sinistres.
Mesos després, es desconeix el parador de Liza, Harry, Sammy, Lee i Gil, mentre que l'Ann, encara embarassada, es queda amb el llegat del missatge de Jimbo i la recerca contínua de persones dotades.

## Repartiment

### Francès
- Mathieu Kassovitz com a Jimbo Ferrar, el protagonista principal de la pel·lícula
- Alexis Tomassian com FOZZY/Young Jimbo
- Claire Guyot com a Ann
- Sophie Chen com a Lee Mishon
- Thomas Sagols com Gil Yepes, el principal antagonista de la pel·lícula
- Jessica Monceau com a Liza Everton
- Julie Dumas com a Melanie Killian
- David Scarpuzza com a Sammy Goldberg
- Diouc Koma com a Harry Sparks
- Féodor Atkine com a Charles Killian
- Pierre-François Pistorio com a Jenkins
- Cédric Dumond com a Lorenzo Carvahal
- Patrick Donnay com a The President
- Jerome Keen com a Doctor
- Gautier de Fauconval com a Justin
- Alexandre Cross com a Tinent Smith
- Benoît Van Dorslaer com a Chester

### Anglès
- Jeffrey Evan Thomas com a Jimbo Ferrar
- Stephanie Sheh com a Ann/Lee Mishon
- Ben Schiller com a Gil Yepes
- Lauren Ashley Carter com a Liza Everton
- Cindy Robinson com a Melanie Killian
- Dick Smallberries Jr. com a Sammy Goldberg
- Ogie Banks com a Harry Sparks
- JB Blanc com a Charles Killian / Priest
- Bob Buccholz com a Jenkins
- Rene Rosado com a Lorenzo Carvahal
- Karen Strassman com a Elizabeth Farrar (mare de Jimbo)
- Ben Diskin com a Diaz Arnesto
- Michael Sorich com a tinent Jack McKenzie
- Chris Marlowe com a El President
- Donald Leary com a Tinent Smith
- Joey Lotsko com a Doctor
- Wendee Lee com a Liza's mother
- Mari Devon com a Mrs. McKenzie
- Jaime Seibert com a William Farrar (Jimbo's father)
- Michole White com a Harry's mother
- Jonas Alexander Sansone com a Sammy / Fozzy / Young Jimbo

## Intèrprets de captura de moviment
- Jeffrey Evan Thomas com a Jimbo Ferrar
- Isabelle Van Waes com Ann
- Sophie Chen com a Lee Mishon
- Jacob Rosenbaum com Gil Yepes/Young Jimbo
- Lauren Ashley Carter com a Liza Everton
- Moon Dailly com Melanie Killian
- Nilton Martins com Sammy Goldberg
- Dante Bacote com a Harry Sparks
- Dominic Gould com a Charles Killian
- Jérôme Cachon com a Jenkins
- Alex Martin com a Jenkins
- Alain Figlarz com Lorenzo Carvahal
- Patrick Vo com a Díaz Arnesto
- Patrice Melennec com el tinent Jack McKenzie
- Tom Leick com a Doctor/El President
- Diego Mestanza com a Justin
- Yves Le Caignec com el tinent Smith
- Solange Milhaud com a mare de Liza/Sra. McKenzie
- Arnita Swanson com a mare d'en Harry

## Recepció

### Taquilla
The Prodigies va recaptar un total mundial d'1,3 milions de dòlars contra un pressupost de 31,6 milions de dòlars, convertint la pel·lícula en una fracàsa de taquilla.
A França, la pel·lícula es va estrenar a 282 sales i va recaptar 957.287 dòlars en el seu primer cap de setmana, ocupant l'11è lloc. En el seu segon cap de setmana, la pel·lícula va recaptar 322.595 dòlars en 279 sales de cinema, i va caure a la 16a posició.

### Recepció crítica
A Rotten Tomatoes, la pel·lícula té una puntuació d'aprovació del 20% basada en 5 ressenyes, amb una valoració mitjana de 3,1/10.
Linda Barnard de Toronto Star va escriure que la pel·lícula era "massa violenta per als joves i tan mal escrita que no atraurà un públic més gran, sembla que va dirigida a nerds joves que cuiden fantasies aclaparadores de venjança". Liz Braun de Jam! Movies va escriure: "No exposaries a un adolescent a això, això és segur, però la narració és tan insensata que pocs adults s'hi quedarien quiets" Dave McGinn de Globe and Mail va ser crític, escrivint, "The Prodigies reuneix una gran quantitat de tropes familiars de pel·lícules de superherois sense afegir res nou o convincent al gènere".
En canvi, Sarah Gopaul de Digital Journal va donar una crítica positiva a la pel·lícula, afirmant: "The Prodigies ofereix un nou enfocament notable al gènere dels "adolescents amb superpoders" que val la pena el tractament a la gran pantalla."